# Florian Białka
Florian Białka SVD (ur. 3 maja 1918 w Lubichowie, zm. 5 listopada 1940 w Mauthausen-Gusen) – polski kleryk katolicki, Sługa Boży Kościoła katolickiego.

## Życiorys
Pochodził z wielodzietnej rodziny Aleksandra i Marii. 5 maja 1918 roku został ochrzczony. W 1937 roku po zdaniu egzaminu dojrzałości w Górnej Grupie kontynuował naukę wstępując do nowicjatu w Chludowie.
Po wybuchu II wojny światowej, 25 stycznia 1940, Niemcy internowali wszystkich przebywających w Domu Misyjnym duchownych i utworzyli obóz przejściowy dla zakonników i księży z okolicy. Florian Białka aresztowany został 22 maja 1940 roku i przewieziony do Fortu VII w Poznaniu, później do hitlerowskiego obozu koncentracyjnego Dachau (KL) (zarejestrowany pod numerem 11091), a stamtąd 2 sierpnia do Mauthausen-Gusen (zarejestrowany pod numerem 5964). Zmarł w obozie, wyniszczony chorobami, z wycieńczenia.
Jest jednym z 122 Sług Bożych, wobec których 17 września 2003 roku rozpoczął się proces beatyfikacyjny drugiej grupy męczenników z okresu II wojny światowej. 23 kwietnia 2008 roku zamknięto proces rogatoryjny (diecezjalny etap procesu beatyfikacyjnego).